# Посажение на кол
Посаже́ние на́ кол — вид смертной казни, при которой приговорённого насаживали на вертикальный заострённый кол. В большинстве случаев жертву насаживали на кол на земле, в горизонтальном положении, а потом кол устанавливали вертикально. Иногда жертву насаживали на уже поставленный кол.

## История

### Древний мир
Посажение на кол широко применялось ещё в Древнем Египте и на Ближнем Востоке. Первые упоминания относятся к началу II тысячелетия до н. э. Особое распространение казнь получила в Ассирии, где посажение на кол было обычным наказанием для жителей взбунтовавшихся городов, поэтому в поучительных целях сцены этой казни часто изображались на барельефах. На ассирийских рельефах встречаются 2 варианта: при одном из них приговорённому протыкали колом грудь, при другом острие кола входило в тело снизу, через анус. Казнь широко применялась в Средиземноморье и на территории Ближнего Востока по меньшей мере с начала II тысячелетия до н. э. Эта мера применялась в Мидии. Известна она была и римлянам, хотя распространения в Древнем Риме не получила, в противовес распятию.

### Средние века
Посажение на кол было довольно распространено в Византии, например, мятежник Фома Славянин был посажен на кол в середине октября 823 года. 
Согласно распространённой легенде, особой жестокостью отличался валашский правитель Влад Це́пеш (рум. Vlad Țepeș — Влад Дракула, Влад Колосажатель, Влад Кололюб, Влад Пронзитель). По его указанию жертв насаживали на толстый кол, у которого верх был закруглён и смазан маслом. Кол вводился в анус (смерть наступала от разрыва прямой кишки и развившегося перитонита, человек умирал в течение нескольких часов) на глубину нескольких десятков сантиметров, потом кол устанавливался вертикально. Жертва под воздействием тяжести своего тела медленно скользила вниз по колу, причём смерть порой наступала лишь через несколько часов, так как округлённый кол не пронзал жизненно важные органы, а лишь входил всё глубже в тело. 
В древнерусском (кон. XV в.) «Сказании о Дракуле воеводе» говорится:
Царь же велми разсердити себе о том и поиде воинством на него и прииде на него со многими силами. Он же, собрав елико имеаше у себе войска, и удари на турков нощию, и множество изби их. И не возможе противу великого войска малыми людьми и възвратися.
И кои с ним з бою того приидоша, и начат их сам смотрити; кои ранен спреди, тому честь велню подаваше и витязем его учиняше, коих же сзади, того на кол повеле всажати проходом, глаголя: «Ты еси не муж, но жена».
Кровожадную изощрённость валашского воеводы европейцы иногда воспринимали в качестве некоей «восточной экзотики», неуместной в «цивилизованной» державе. Например, когда Джон Типтофт, граф Вустер, вероятно, наслушавшись во время дипломатической службы при папском дворе об эффективных «дракулических» методах, стал сажать на кол линкольнширских мятежников в 1470 году. Впоследствии его самого казнили за (как гласил приговор) поступки, «противные законам данной страны».
В некоторых случаях на колу устанавливалась горизонтальная перекладина, которая не давала телу сползать слишком низко, и гарантировала, что кол не дойдёт до сердца и иных важнейших органов. В таком случае смерть от потери крови наступала очень нескоро. Обычный вариант казни также был очень мучительным, и жертвы корчились на колу по несколько часов.

### Новое время
Посажение на кол применялось и в странах Европы. В Швеции XVII века оно использовалось для массовых казней членов сопротивления в бывших датских провинциях на юге страны (Скания). Как правило, шведы втыкали кол между позвоночником и кожей жертвы, и мучения могли длиться до четырёх-пяти дней, пока не наступала смерть.
Посажение на кол до XVIII века применялось на территории Речи Посполитой, особенно во время борьбы с казачеством.
На Руси подобная казнь применялась со времён Ивана Грозного. Так, в 1614 году в Москве на кол был посажен атаман донских казаков, один из виднейших предводителей казачества в эпоху Смуты Иван Заруцкий.
Англичанин, бывший или сотрудником посольской миссии, или военным, служившим в войске Алексея Михайловича, описывал казнь участников восстания Степана Разина так: 
Место сие являло зрелище ужасное и напоминало собой преддверие ада. Вокруг были возведены виселицы, и на каждой висело человек 40, а то и 50. В другом месте валялись в крови обезглавленные тела. Тут и там торчали колы с посаженными на них мятежниками, из которых немалое число было живо и на третий день, и еще слышны были их стоны.
По свидетельствам современников Петра I, в частности, австрийского посланника Плейера, именно таким способом расправился российский император со Степаном Глебовым, любовником своей сосланной в монастырь жены Евдокии.
Схожая казнь пользовалась немалой популярностью в Южной Африке. Зулусы использовали казнь для воинов, проваливших выполнение своих заданий или продемонстрировавших трусость, а также для ведьм, чары которых угрожали правителю и единоплеменникам. В зулусском варианте казни жертву ставили на четвереньки и забивали в задний проход несколько палок длиной 30−40 см, после чего жертву оставляли умирать в саванне в одиночестве.